# Taylor Worth
Taylor Worth (n. 8 ianuarie 1991, Busselton⁠(d), Australia de Vest, Australia) este un arcaș ce a reprezentat Australia, medaliat olimpic. A participat la 3 ediții ale Jocurilor Olimpice (2012, 2016, 2020) în care a câștigat o medalie de bronz.